# Ennomos pyrrosticta
Ennomos pyrrosticta là một loài bướm đêm trong họ Geometridae.